# Breaker.Drawing
《Breaker.Drawing》은 매주 수요일 한필이 다음 웹툰에서 연재하는 웹툰이다.